# Killer Queen: A Tribute to Queen
Killer Queen là album tưởng niệm với những ca khúc của Queen. Album lấy tên từ ca khúc năm 1974 cùng tên, xuất hiện lần đầu trong album Sheer Heart Attack. Album này đứng ở vị trí cao nhất #104 trên Billboard 200 vào ngày 27 tháng 8 năm 2005. Sau đó, nó quay trở lại bảng xếp hạng này vào tháng 4 năm 2006 với vị trí #115 sau khi Queen có mặt trong American Idol mùa thứ 5.

## Danh sách track
1. Gavin DeGraw – "We Are the Champions"
2. Shinedown – "Tie Your Mother Down"
3. Constantine Maroulis, with the cast of We Will Rock You – "Bohemian Rhapsody"
4. Eleven, hợp tác với Josh Homme (của Queens of the Stone Age) – "Stone Cold Crazy"
5. Jason Mraz – "Good Old Fashioned Lover Boy"
6. Joss Stone – "Under Pressure"
7. Breaking Benjamin – "Who Wants to Live Forever"
8. Be Your Own Pet – "Bicycle Race"
9. Josh Kelley – "Crazy Little Thing Called Love"
10. Los Lobos – "Sleepin' On The Sidewalk"
11. Sum 41 – "Killer Queen"
12. Rooney – "Death On Two Legs" (với đoạn nhạc piano intro "Lazing on a Sunday Afternoon"ở đoạn cuối)
13. Jon Brion – "Play the Game"
14. The Flaming Lips – "Bohemian Rhapsody"
15. Ingram Hill – "'39"
16. Antigone Rising – "Fat Bottomed Girls"